# Самуель Мітя Рапопорт
Самуель Мітя Рапопорт (нім. Samuel Mitja Rapoport; 14 (27) листопада 1912, Волочиськ, Волочиська волость, Старокостянтинівський повіт, Волинська губернія, Російська імперія — 7 липня 2004, Берлін, Німеччина) — австрійський та німецький біохімік.
З єврейської родини, що емігрувала до Австрії. Був членом соціал-демократичної партії, брав участь у повстанні 1934 року, потім перейшов до Компартії. У 1938 році після анексії Австрії нацистською Німеччиною залишився в США і натуралізувався. У 1942 році зайняв звання асоційованого професора на кафедрах біохімії та педіатрії, 1946 року став керівником фізико-хімічного відділення та хімічної лабораторії дитячої лікарні Університету Цинциннаті. Був членом Американської Компартії, у зв'язку з чим в 1950 році разом з дружиною і дітьми втік до Швейцарії, потім до Австрії, а звідти в 1952 році — в Німецьку Демократичну Республіку. Займав пости Професора фізіологічної хімії в клініці "Шаріте" і керівника Інституту фізіологічної та біологічної хімії в Берлінському університеті імені братів Гумбольдтів, був керівником декількох наукових організацій. Автор підручника з медичної біохімії, що витримав дев'ять видань. Член Академії наук НДР, лауреат Національної премії НДР, кавалер багатьох орденів. Після краху НДР і Возз'єднання Німеччини продовжив дотримуватися соціалістичних поглядів. У 1993-1998 роках був президентом Берлінського Наукового товариства імені Лейбніца, наступника Академії наук НДР. Помер у віці 91 року.

## Біографія

### Молоді роки і навчання
Самуель Мітя Рапопорт народився 27 Листопада (14 листопада за старим стилем) 1912 року в містечку Волочиськ, на північний захід від Києва між Волинню і Галичиною (нині — територія України), на кордоні двох імперій-російської та Австро-Угорської. Батьки-Маня (уроджена Вейсбаум) і Даніель Рапопорт. Батько, з купців, торгував пшеницею, був побожним, але не ортодоксальним євреєм, а мати, досить вільних поглядів, не дотримувалася обрядів, але шанувала суботу та інші єврейські свята. У Самуеля була сестра-Бетті (Батья), рід. у 1905 році.
Оскільки був за батьками зі східних, українських євреїв, Самуель рано пізнав досвід поневірянь і вигнання. У 1916 році, в самий розпал Першої світової війни, Рапопорти виїхали до Одеси, де зустріли революцію і громадянську війну, а в 1920 році з 7-річним Самуелем і його сестрою втекли від жорстокостей і заворушень з Радянської Росії на останньому транспортному судні через італійський Трієст в Австрію, вже після скасування Габсбурзької монархії, і оселилися у Відні. У той час Самуель за традицією ходив до школи Тори, трохи знав Їдиш і говорив тільки по-російськи. Він також вивчив Іврит і німецьку мову, якою говорив з характерним віденським, а потім вже американським, акцентом. Самуеля стали називати Мітею, що було похідним від його повного імені.
Через матеріальні проблеми Рапопорти часто переїжджали, але незабаром знайшли постійну роботу і житло, і Відень став для Самуеля по-справжньому рідним містом. У 1922 році він пішов до середньої школи, після закінчення якої навчався в Елізабет-гімназії в 4-му окрузі Відня, де зацікавився хімією і почав працювати над автодидактичними дослідженнями з біохімії, області, яка не мала ще академічного визнання. Разом з тим, з юності Самуель активно займався політичною діяльністю і брав участь у революційному русі соціалістичного спрямування. Лівими ідеями він зацікавився в 13-річному віці, після прочитання «Анти-Дюрінга» Фрідріха Енгельса; також на нього вплинули праці Карла Маркса, які він сприйняв як керівництво до дії.

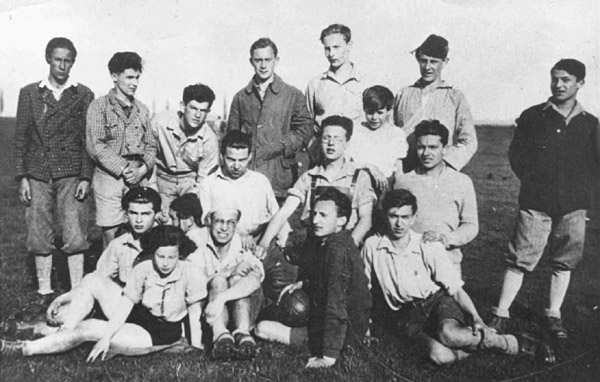
Зойфер Сечі, Рапопорт перед колегами групи «Вісімнадцять», 1929 рік

Тісно здружившись ще з одеських часів зі своїм однорічною Юрою Зойфером, письменником і соціалістом, Рапопорт разом з ним вступив в Асоціацію соціалістичних старшокласників і став активістом секції Вісімнадцять, де у спільній компанії познайомився c Марією Січі, тодішньою дівчиною Зойфера. У 1932 році у віці 19 років Рапопорт став членом соціал-демократичної партії Австрії, на боці Республіканського шуцбунда брав участь у вуличних боях з фашистським Хеймвером під час лютневого повстання 1934 року, а потім в тому ж році через розчарування в соціал-демократії перейшов в Комуністичну партію. Як член компартії, яка перебувала на нелегальному становищі, Рапопорт неодноразово заарештовувався за політичну діяльність і піддавався тюремному ув'язненню.
У 1930 році, після закінчення гімназії з хорошими оцінками, Рапопорт вступив до Віденського університету, де продовжив вивчати хімію. У 1933 році, після двох семестрів навчання на філософському факультеті, він зацікавився медициною і перейшов на медичний факультет, а також став працювати в Інституті медичної хімії Віденського медичного університету. Під керівництвом свого наукового керівника Отто фон Фюрта на кафедрі клінічної хімії Рапопорт удосконалювався в наукових дослідженнях, займаючись розробкою аналізу амінокислот в сироватці крові, колориметричного визначення гліцеринової кислоти, вже почавши публікуватися в профільних журналах. У 1936 році в 24 роки після закінчення університету він захистив дисертацію і отримав ступінь доктора медицини.

### Навчання і робота в США

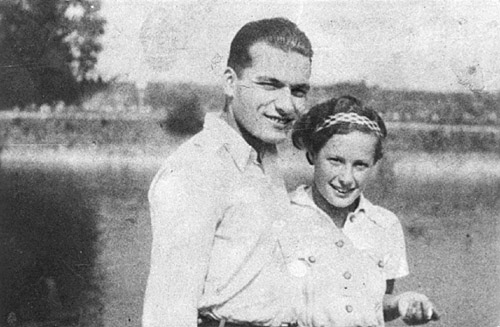
Юра Зойфер і Марія Сечі, 1930-ті роки

У 1937 році Рапопорт, який не зумів як неблагонадійний в політичному плані влаштуватися на наукову роботу, отримав від фон Фюрта стипендію на пристрій на один рік на навчання і роботу в дитячу лікарню Університету Цинциннаті, штат Огайо, США. Зважаючи на анексію Австрії нацистською Німеччиною в 1938 році стажування обернулося еміграцією і Рапопорт залишився в Америці, тоді як його батьки змогли виїхати до Палестини, возз'єднавшись зі своєю дочкою і старшою сестрою Самуеля, вже довгий час жила в Тель-Авіві. У США Рапопорт вперше побував ще в 1934 році, коли супроводжував свою матір в гості до американських родичів. Він зумів врятуватися від нацистів, тоді як фон Фюрт через своє єврейство був вигнаний з університету і незабаром помер, а Зойфер був спійманий при спробі переходу кордону і в 1939 році загинув в концентраційному таборі Бухенвальд - його смерть стала для Самуеля на все життя неминущою трагедією. До своєї кончини Зойфер активно листувався з Рапопортом і Січі, висловлюючи надії на протистояння австрійського робітничого класу німецької окупації. У 1937 році Рапопорт вибив для Січі відповідні документи, з якими вона встигла виїхати з Австрії в США, і в тому ж році вони одружилися. Наступного року Рапопорт вступив до Комуністичної партії США і згодом активно займався політичною діяльністю. У США Самуеля стали називати Семом.
У 1938 році на основі своїх Віденських досліджень Рапопорт підготував першу наукову публікацію у виданні "Journal of Biological Chemistry", яку представив на конгресі Американського товариства біохімії в Балтиморі. У 1939 році він отримав другий вчений ступінь і став доктором філософії, в 1942 році зайняв пост асоційованого професора на кафедрах біохімії та педіатрії, а також став тимчасовим керівником фізико-хімічного відділення дитячої лікарні Цинциннаті, в 1946 році остаточно очолив дане відділення, а також став главою хімічної лабораторії. Через п'ять років життя в США Рапопорт отримав американське громадянство.
У Цинциннаті Рапопорт продовжив працювати над раніше піднятими у Відні питаннями метаболізму еритроцитів і ролі їх секретів в обміні речовин. Тут, разом зі своєю колегою і асистентом Джейн Люберінг, йому вдалося простежити ауторегуляторний метаболічний шлях еритроцитів в організмі, відомий нині як «цикл Рапопорта-Люберінг». Разом з Полом Хоксвортом на основі численних робіт з вивчення фізичних, осмотичних і хімічних змін в еритроцитах Рапопорт розробив новий метод збереження крові, що дозволяє протягом трьох тижнів доставити її в практично будь-який регіон світу. У 1946 році за ці праці, що врятували життя тисяч солдатів під час Другої світової війни, він був удостоєний національного гранту і грамоти від президента США Гаррі Трумена. У 1947 році разом з американськими колегами Рапопорт виїхав у відрядження до Японії, де зміг з'ясувати причини виникнення несподіваної епідемії під назву «екірі», що забрала за всього один лише рік життя 20 тисяч дітей: виявилося, що хвороба (токсична енцефалопатія в поєднанні з шигельозом) була викликана погіршенням санітарних умов і харчування, зокрема дефіцитом кальцію в організмі, до якого призвело вживання недостатньої кількості молока
У 1944 році Самуель зустрів Інгеборг Зільм, єврейську біженку з Німеччини, яка працювала педіатром в дитячій лікарні Цинциннаті і спеціалізувалася на неонатології — вони одружилися в 1946 році, після розлучення Рапопорта з Січі. У них було четверо дітей, які стали в майбутньому практично цілою медичною династією: Том (рід. 1947 р., професор Гарвардської медичної школи), Майкл (рід. 1948 р., математик), Сьюзан (рід. 1949 р., лікар-педіатр), Ліза Марія (рід. 1950 р., біохімік). Незважаючи на успішну кар'єру і ідилічне життя, в США подружжя Рапопортів теж натрапило на проблеми у відносинах з владою, причиною чого стала політика. Беручи участь в русі за громадянські права і виступаючи проти сегрегації, разом вони, співчуваючи ідеї комунізму, будучи переконаними соціалістами і членами Американської Компартії, по неділях роздавали в неблагополучних районах Цинциннаті копії газети «Daily Worker» і збирали підписи під «Стокгольмським відозвою». У роки холодної війни і маккартизму, антикомуністичного «полювання на відьом», така поведінка не залишилася без уваги американських посадових осіб, які ініціювали перевірку Рапопортів на лояльність. Відповідно до антисемітського стереотипу про «лікарів-отруйників» Рапопорти були звинувачені в підривній діяльності, серед іншого в плануванні диверсії по забрудненню Системи водопостачання в Цинциннаті хімікатами.
У 1950 році, перебуваючи на міжнародному конгресі педіатрів у Швейцарії, Самуель Рапопорт отримав телеграму з повісткою, що зобов'язує його з'явитися для надання свідчень комісії з розслідування антиамериканської діяльності. Відчуваючи небезпеку, що загрожує йому, він не повернувся в США, звідки не зміг би більше виїхати через "акт Сміта", що забороняв комуністам залишати країну, а залишився в Цюріху. Через 12 років після втечі від нацистів і щоб уникнути нових антикомуністичних гонінь, Інгеборг з трьома маленькими дітьми і вагітна четвертою дитиною незабаром була змушена переїхати до чоловіка, незважаючи на своє бажання залишитися в США.

### Еміграція в НДР, пік наукової діяльності
Спочатку Самуель поїхав до своїх батьків в Ізраїль, де йому запропонували роботу в Інституті Вейцмана в Реховоті, проте відмовився від цієї можливості відповідно до своїх антисіоністських переконань. Незабаром Рапопорт, який відчував свій глибокий зв'язок з Австрією, переїхав з сім'єю з Цюриху до Відня, де вони отримали притулок, а потім і громадянство. Після того як Самуель не зміг закріпити за собою посаду професора і залишитися на медичній кафедрі у Віденському університеті через втручання з боку американців і боягузтва самих австрійців, він спробував влаштуватися у Великій Британії, Франції та СРСР, але теж невдало — у європейців викликала підозри його Комуністична діяльність, а у радянських чиновників-американський паспорт.
Нарешті, в 1952 році Рапопорт прийняв пропозицію зайняти посаду професора фізіологічної хімії в клініці «Шаріте» і за посередництва Комуністичної партії Австрії в особі Фрідля Фюрнберга і на підставі рекомендації від Соціалістичної єдиної партії Німеччини переїхав разом з сім'єю в Східний Берлін. Відправившись в політичне вигнання, він, вже на межі розорення і будучи вже більше року безробітним, на своє щастя, знайшов те місце, яке кидало йому науковий виклик і цілком відповідало його політичним поглядам. Користуючись отриманими від молодої і напівзруйнованої Німецької Демократичної Республіки необхідними і гарантованими соціальними благами, Рапопорт навчив і підготував за наступні роки кілька тисяч талановитих вчених і врешті-решт очолив свій інститут фізіологічної та біологічної хімії в університеті імені Гумбольдта, який сам же і створив практично з руїн. Тим часом Інгеборг продовжила роботу педіатром, ставши професором в 
"Шаріте" і заснувавши при ній першу в Європі кафедру з неонатології. Родині Рапопортів був виділений будинок в Берлінському окрузі Нідершенхаузен-панків, де в основному жили представники інтелігенції, які повернулися з еміграції та концентраційних таборів.
|                               | звичайно, не слід спрощувати це питання, але в принципі тільки мораль робітничого класу, втілена в його кращих представниках, може бути мірилом для визначення приналежності до Соціалістичної інтелігенції, незалежно від того, чи походить конкретна людина з робітничого класу чи ні. Це включає в себе беззастережне визнання зовнішньої дисципліни, будь то на робочому місці або в соціальній організації. Таке ставлення не має нічого спільного з подібним трупом, а має бути частиною революційної, незалежної, антиміщанської внутрішньої позиції. |
| — Самуель Рапопорт, 1972 рік. | |

За три десятиліття плідної наукової роботи Рапопорт став одним з провідних співробітників «Шаріте», головним представником біохімічної науки в НДР і найвидатнішим біохіміком Берліна після Другої світової війни. Він був обдарований такими великими почестями, які тільки могли бути піднесені вченому в НДР, — докторськими ступенями ряду університетів, членством в німецьких та іноземних наукових академіях і суспільствах, державними нагородами, зокрема, орденами «За заслуги перед Вітчизною» і «прапор праці» і багатьма іншими. У 1960 році Рапопорт був удостоєний Національної премії НДР II класу в галузі науки і техніки — «за його видатну наукову роботу в області метаболізму клітин, особливо червоних кров'яних клітин, в ході якої йому вдалося простежити цикл перетворення гліцерино-фосфорної кислоти». У 1969 році він став дійсним членом Німецької академії наук у Берліні, пізніше-Академії наук НДР
Рапопорт був шанований серед студентів, а його лекції та заняття користувалися популярністю завдяки складалася на них довірчій атмосфері, любові до інтелектуальних суперечок і серйозного і продуманого ставлення до наукового експерименту. Багато учнів Рапопорта отримали свої кафедри і стали професорами в різних університетах НДР, зокрема — Еберхард Хофманн, Зінаїда Розенталь, Рейнхарт Генріх. Всього за три місяці в 1962 році Рапопорт надиктував двом стенографісткам працю "медична біохімія", прийнятий в подальшому в якості стандартного підручника для вищої школи НДР — до 1987 року він був виданий тиражем в 60 тисяч примірників, витримав дев'ять видань, переведений на кілька мов, ставши зразком дидактичного методу викладання і зробивши ім'я Рапопорт прозивним серед німецьких студентів як на Сході, так і на заході Німеччини. Інгеборг при цьому була «секретарем», «студенткою» і "критиком" свого чоловіка. Всього Рапопорт став автором 666 наукових робіт, опублікованих в період з 1932 по 1996 рік; в них зачіпаються такі питання як математичне моделювання метаболічних процесів, метаболізм фосфатів, гліколіз еритроцитів, методи збереження крові, дослідження водно-електролітного балансу, етапів дозрівання і диференціації клітин, формування ферментів, і багато інших тем.
Будучи членом Соціалістичної єдиної партії Німеччини, Рапопорт вміло використовував «свій політичний авторитет» для розвитку академічної науки в НДР, до нього прислухалися керівники країни, в тому числі голова Державної ради НДР Вальтер Ульбріхт, курирував розробку соціально-політичних реформ: він зумів переконати у важливості біохімічних досліджень для медицини і сільського господарства. Також він підтримав рух радянських вчених проти ядерної війни, ставши в 1982 році головою комітету «лікарі НДР за запобігання ядерної війни», членом якого була і Інгеборг.
З 1954 по 1964 рік Рапопорт був головним редактором журналу «Die Medizin der Sowjetunion und der Volksdemokratien im Referat». З 1957 по 1990 рік перебував у науковій раді НДР. У 1978 році вийшов на пенсію з посад професора і директора інституту, але продовжив наукову роботу. Згодом, у 1978-1982 роках був головою біохімічного товариства НДР, у 1980-1984 роках-головою Координаційної ради медико-наукових товариств НДР, у 1980-1985 роках-президентом Товариства експериментальної медицини НДР

### Подальше життя

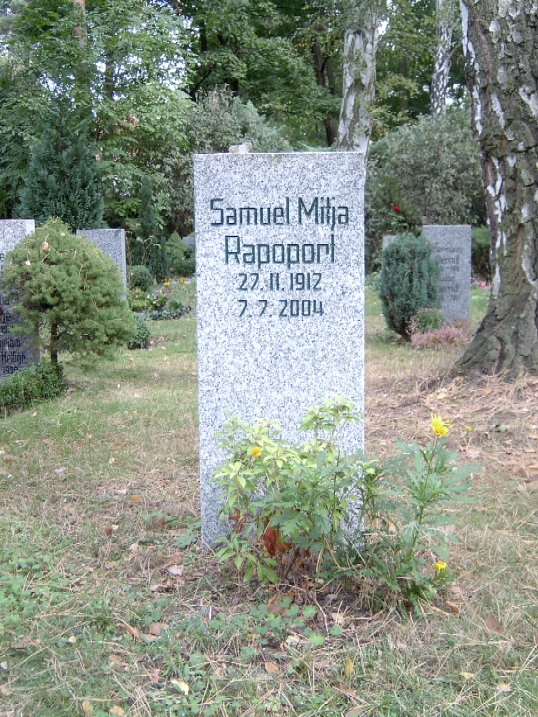
Могила Самуеля Рапопорта

Рапопорт був вірно відданий НДР і болісно переживав крах країни і фактично всієї їх з дружиною життя, третього життя. Незважаючи на деяке розчарування в новому житті, він намагався докладати всіх можливих зусиль по інтеграції вчених колишньої НДР в наукове співтовариство об'єднаної Німеччини. Після скасування Академії наук НДР її члени позбавлені якого б то не було статусу, а вся власність перейшла у відання відновленої Берлін-Бранденбурзької академії наук. Однак група академіків вирішила продовжити свою роботу, заснувавши в 1993 році берлінське наукове товариство імені Лейбніца, що стало наступником Академії наук НДР. Рапопорт був обраний першим президентом Товариства у важкі перші роки його існування і займав цей пост до 1998 року, тобто протягом п'яти років, після чого став почесним президентом.
До останніх днів Рапопорт був різкуватою і пристрасною людиною, яка присвятила своє життя боротьбі проти фашизму, війни і соціальної несправедливості, переконаним і активним комуністом, для якого на першому місці стояв соціалізм, на другому-наука, і тільки на третьому-сім'я. Він часто відвідував Відень і брав участь у різних заходах, присвячених пам'яті своїх товаришів по соціалізму — Юри Зойфера, Альфреда Клара, Вальтера Холлічера. У 2002 році Самуель відзначив своє 90-річчя, що було відзначено науковим симпозіумом.
Самуель Мітя Рапопорт помер 7 липня 2004 року в Берліні у віці 91 року. Він залишив після себе чотирьох дітей, дев'ятьох онуків і правнуків, а Інгеборг стала вдовою після 60 років шлюбу. Самуель був похований на Берлінському кладовищі «панків III». У тому ж році життя сім'ї Рапопорт була показана в телевізійному документальному фільмі «Рапопорти — наші три життя» режисера бритти Вауер, удостоєного в 2005 році премії Грімме. Інгеборг померла в 2017 році у віці 104 років і упокоїлася поруч з чоловіком.